# Charles de Foucauld (chalutier)
Pour les articles homonymes, voir Charles de Foucauld (homonymie).
Le Charles de Foucauld, du nom de l'officier de cavalerie de l'armée française devenu explorateur et géographe, puis religieux catholique, Charles de Foucauld, est un bateau de pêche en bois, construit en 1957 au chantier Caloin & Leprêtre à Étaples dans le Pas-de-Calais. Son immatriculation était B.2795 (quartier maritime de Boulogne-sur-Mer).
Il appartient maintenant à la commune et a été exposé à terre, dans son ancien chantier naval.
Le Charles de Foucauld est  Inscrit MH depuis le 6 décembre 1984.

## Histoire
Le Charles de Foucauld est un chalutier thonier en bois, à pêche latérale, construit en 1957 et mis à l'eau le 27 mars 1958, pour le patron-armateur Guy Ramet. Il est sorti de flotte en 1984.
Le chantier naval Leprêtre construira des navires de pêche, jusqu'en 1991, pour le port d'Étaples, et pour les ports entre Le Crotoy et Dieppe.
Il a été exposé sur le terre-plein du « chantier de construction navale traditionnelle », ex-chantier naval Leprêtre, boulevard Bigot-Descelers. C'est en 1994 qu'il a été transformé en site de préservation et de transmission des savoir-faire locaux en construction navale. Des charpentiers de marine y reconstruisent des petites unités de pêche ou restaurent les unités de la flottille traditionnelle locale. Ce site est visitable sur réservation.

## Galerie

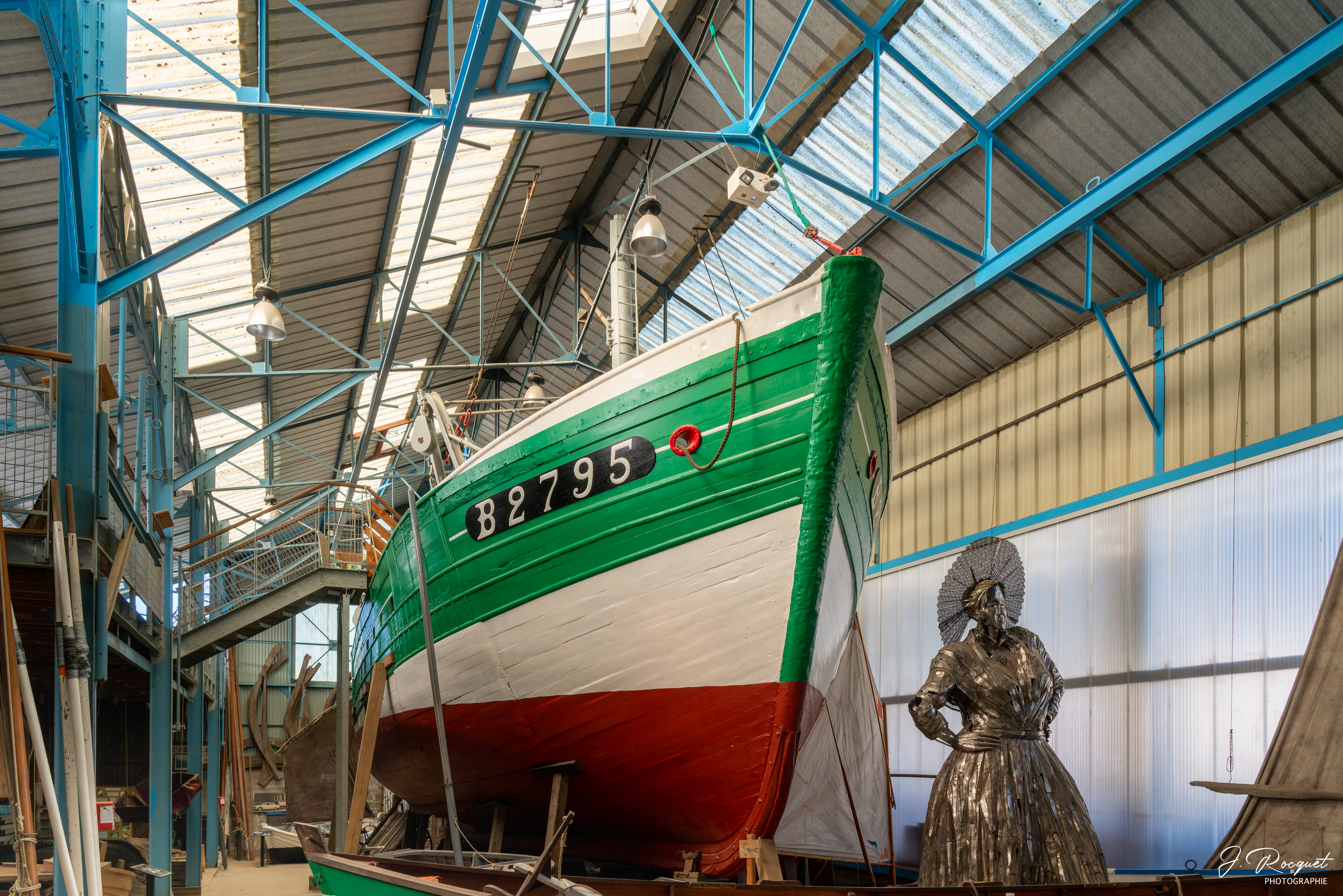
La proue du chalutier Foucault B.2795.
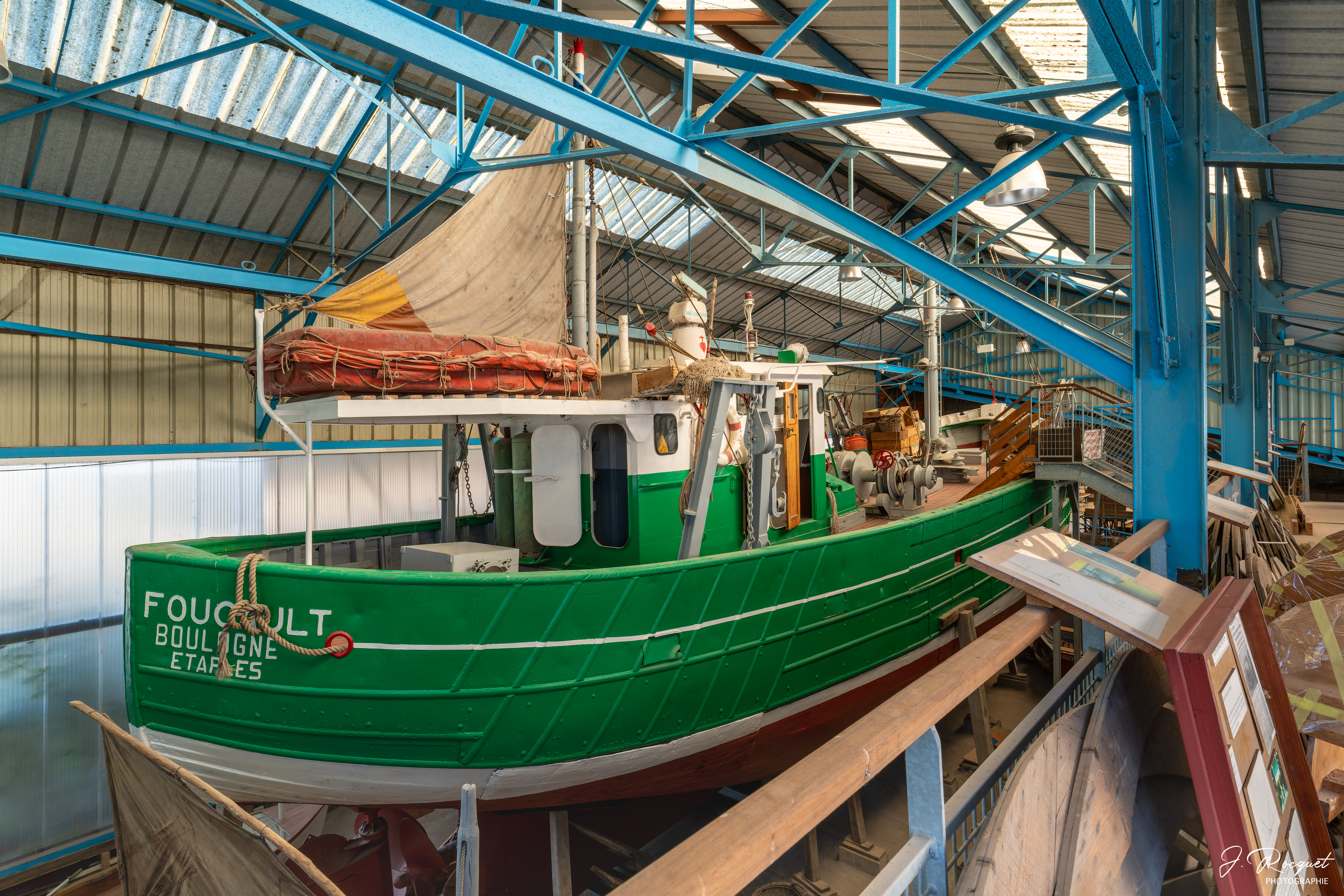
La poupe du chalutier Foucault B.2795.
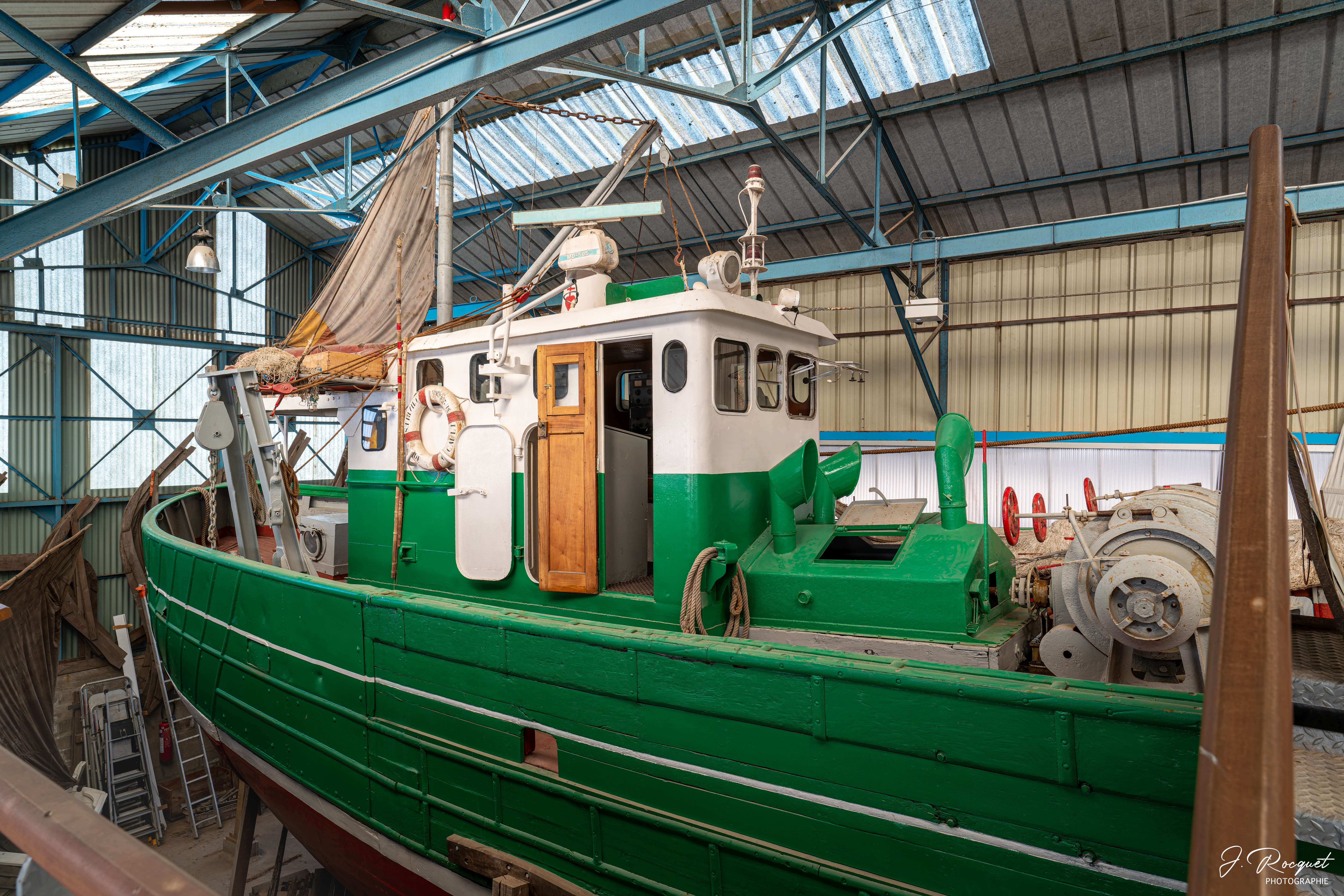
La cabine et le pont du chalutier Foucault B.2795.